# 通川区
通川区是中华人民共和国四川省达州市所辖的一个市辖区。总面积900.9平方公里，人口58.28万（2013年）。古代通川县在此，是通州州治。

## 行政区划
通川区下辖5个街道办事处、12个镇、1个乡：
东城街道、西城街道、朝阳街道、凤西街道、凤北街道、罗江镇、蒲家镇、复兴镇、双龙镇、江陵镇、碑庙镇、磐石镇、东岳镇、梓桐镇、北山镇、金石镇、青宁镇和安云乡。